# Neoalsomitra schefferiana
Neoalsomitra schefferiana är en gurkväxtart. Neoalsomitra schefferiana ingår i släktet Neoalsomitra och familjen gurkväxter.

## Underarter
Arten delas in i följande underarter:
- N. s. podagrica
- N. s. schefferiana